# ラヂオ・もりおか

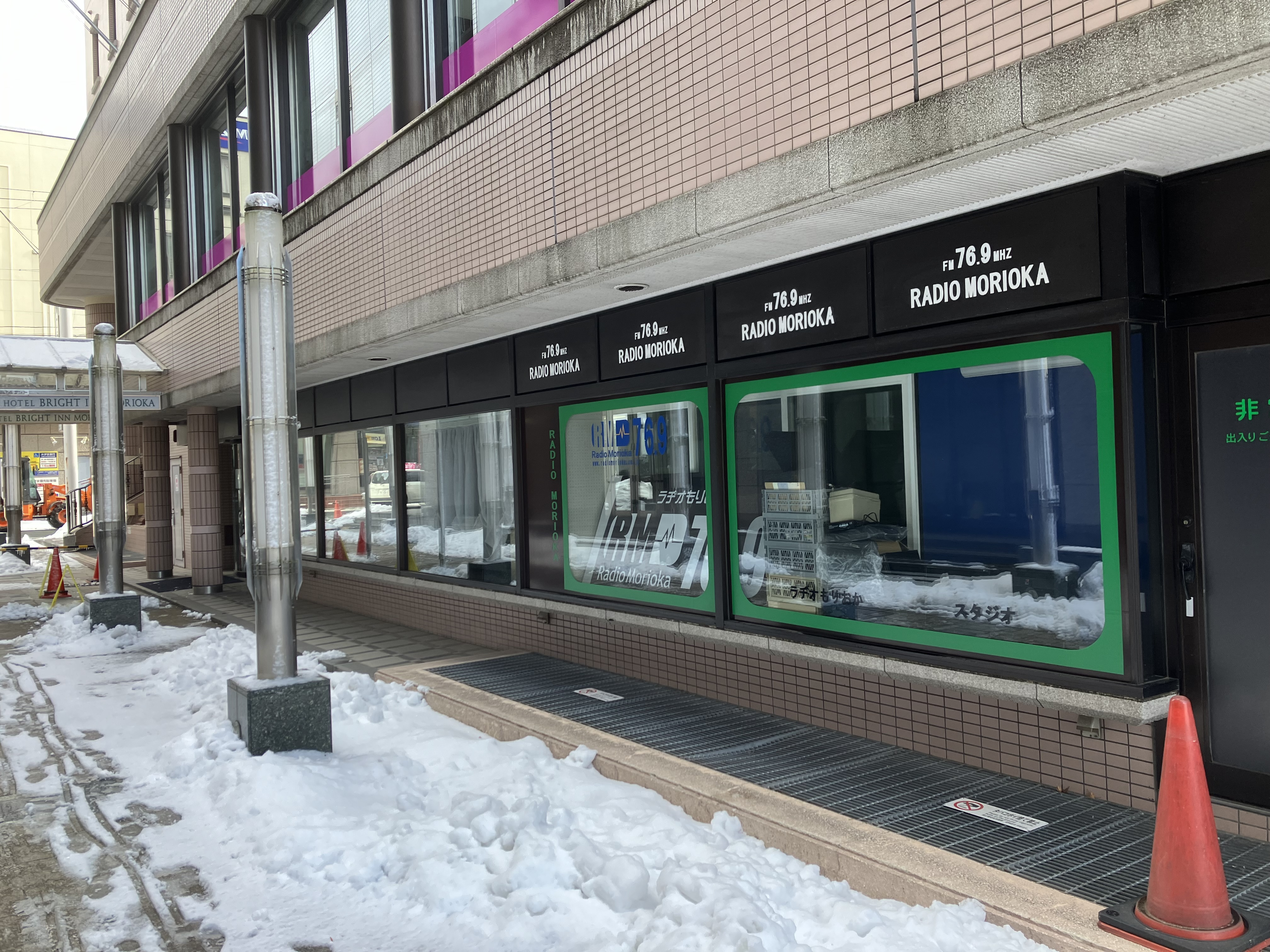
ホテルブライトイン盛岡の1階に入っているラヂオ・もりおかのスタジオ。2025年2月撮影。

株式会社ラヂオ・もりおかは、岩手県盛岡市の一部地域を放送区域として超短波放送（FM放送）をする特定地上基幹放送事業者である。旧社名は、株式会社ラヂオもりおか。
ラヂオ・もりおかの愛称でコミュニティ放送を行っている。

## 概要
1998年（平成10年）、岩手県初のコミュニティ放送局として開局。保有する特定地上基幹放送局の呼出名称はもりおかコミュニティエフエム。可聴エリアは、盛岡市街および郊外居住区（人口：52万2千人）。
月曜日から日曜日までの24時間放送を行っており、自社制作番組以外はJ-WAVEのサイマル放送が中心となっている。
本社とスタジオは、ホテルブライトイン盛岡（アパパートナーホテルズ）のロビーに設置されている。かつては、東京支局もあった。
岩手めんこいテレビと提携しており、同局でラヂオもりおかのテレビCMが流れる。また、2002年（平成14年）から2005年（平成17年）までの大晦日には、めんこいテレビとの同時生放送『テレラヂ』が放送された。その後しばらく協業は途絶えていたが、2020年7月13日から2021年3月22日まで、めんこいテレビのアナウンサーがラヂオもりおかのスタジオに出張しての生放送番組『めんこいラジオ きいてmit』を制作、放送した（月2回放送）。
2013年4月から盛岡市は緊急割込放送の運用を開始した。これにあわせて、緊急告知ラジオ（緊急告知FMラジオ）を公共施設や商店街などに設置した。

## 沿革
- 1997年（平成9年）
  - 6月24日 - 東北電気通信監理局（現・東北総合通信局）が放送局（現・特定地上基幹放送局）の免許申請を受理
  - 10月5日 - 株式会社ラヂオもりおか設立
  - 10月29日 - 放送局の予備免許取得、当初の空中線電力は10W
- 1998年（平成10年）
  - 1月14日 - 放送局の免許取得
  - 1月18日 - 開局
- 2001年（平成13年）4月16日 - 空中線電力を20Wとする増力の許可
- 2005年（平成17年）11月3日 - 盛岡市大通に大通スタジオがオープン、夕方の番組を中心に放送開始
- 2008年（平成20年）7月4日 - サイマルラジオに加盟
- 2009年（平成21年）9月30日 - 大通スタジオを閉鎖
- 2013年（平成25年）- 盛岡市と災害時における緊急割込放送に関する協定を締結、4月から運用を開始[6][7]
- 2018年（平成30年）6月7日 - 株式会社ラヂオ・もりおかに商号変更

## 主な自社制作番組
- MORNING ENTRANCE（月曜 - 金曜 7:00 - 9:00）
- SUN LOUNGE（月曜 - 木曜 9:00 - 11:30）
- EVENING STROLL（月曜 - 木曜 16:00 - 18:30）
- PORTAL（金曜 9:00 - 11:30）
- ゆふあCOZY（金曜 16:00 - 18:30）